# 地址栏
地址栏（英語：address bar，又称）是网页浏览器的一项功能，显示当前的网址，并接受键入网址，将用户导向所选定的网站。许多地址栏在地址正在输入时提供一个建议列表。这项自动完成的功能根据浏览器的历史记录提供建议。某些浏览器使用键盘快捷方式来自动完成地址。这些通常是用户设定的，以个别情况为准。自NCSA Mosaic推出之後，地址栏成為网页浏览器的一大特點。

## 特点
访问使用（代表着网站的小图标）的网站时，地址栏中或者某处附近一般会出现一个小图标。为网站所专用，因此若网站未有指定网页图标，浏览器则显示通用图标。在一些浏览器，地址栏也用于显示网页的安全状态。若页面已加密，又或者为表示某通信是否安全、值得信赖，地址栏也可能显示各类颜色和挂锁图标。
一些浏览器的地址栏也能用来检测出能够用来订阅页面的消息來源。检测出消息来源时通常以RSS图标显示。如果浏览器安装了扩充套件，地址栏也可能显示各种其他图标。
网页浏览器通常包含智能书签（Smart Bookmarks）的功能。使用这个功能时，用户设置了命令，允许促进执行网站的功能（例如搜索、编辑或发布帖子）。之后，与命令有关的关键词或术语将键入地址栏，随后输入关键词或从列表中选择命令。
一些浏览器也能执行快速搜索，方法是输入快捷方式或者搜索词，以取代网址。比方说，通过将“w”设置为维基百科的快捷方式，可直接在地址栏输入“w 蛋糕”，将用户直接导向维基百科的条目蛋糕。这项功能可用于、和。

### 浏览器特有功能
在及，地址栏可兼作进度条（progress bar），说明页面有多少内容已被加载。
在，地址栏（亦称“多功能框”）兼用作搜索插件（search plugin）栏，允许渐进式搜索（incremental search）。的扩充套件也有这项功能，而更新的几个版本中则已经内置了此功能。此“多功能框”除上列快速搜索功能外，还能够将所输入的非网址词组转为搜索，在用户所选择的搜索引擎上。

## 地址栏的实现
以下章节对数个知名的网页浏览器的地址栏控件进行比较。

### Google Chrome

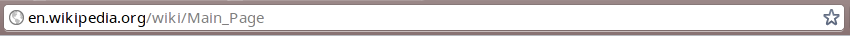
访问维基百科首页时Chrome OS显示出Google Chrome的地址栏

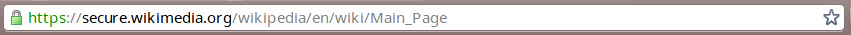
访问维基媒体首页的加密版时Chrome OS显示出Google Chrome的地址栏

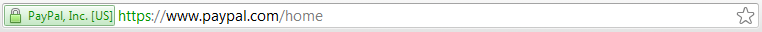
访问获颁扩展验证证书的网站时Windows 7显示出Google Chrome的地址栏

### Firefox

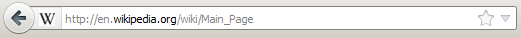
Firefox在访问维基百科时的地址栏

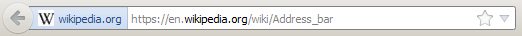
Firefox在通过HTTPS访问英文维基百科时的地址栏

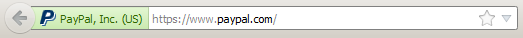
Firefox在访问获颁扩展验证证书的PayPal时的地址栏

### Opera

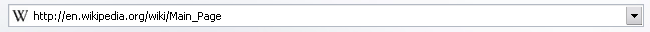
Opera在访问维基百科时的地址栏。

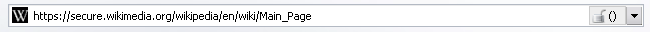
Opera在访问 https://secure.wikimedia.org/wikipedia/en/wiki/Main_Page 维基百科加密版时的地址栏